# Martin Cooper
Martin Cooper (* 26. prosince 1928, Chicago) je americký vynálezce, který má zásadní podíl na vynálezu mobilního telefonu. Jako vývojář firmy Motorola, do níž nastoupil v roce 1954, sestrojil v roce 1973 první kapesní mobilní telefon, který nelze ztotožnit s autotelefonem. Vedl i tým, který přístroj v roce 1983 uvedl na trh (Motorola DynaTAC 8000x). Ve stejném roce odešel z Motoroly a založil několik vlastních firem, spolu s manželkou Arlene Harrisovou (Cellular Business Systems, Dyna LLC aj.). Má jedenáct patentů v oboru bezdrátové komunikace. Vystudoval na Illinois Institute of Technology. Zúčastnil se Korejské války. Roku 2009 získal Cenu knížete asturského.